# Wished on Mabel
Wished on Mabel és una pel·lícula muda estatunidenca dirigida per Mabel Normand i protagonitzada per ella i Roscoe Arbuckle. Va ser filmada al Golden Gate Park de San Francisco durant una estada que la companyia realitza a San Francisco entre el 25 de març i el 18 d'abril. Fou estrenada el 19 d'abril de 1915.

## Argument
Mabel i la seva mare estan assegudes en un parc. Aquesta li vol llegir una revista però Mabel no hi posa cap interès ja que està interessada per Fatty, el seu xicot, que la saluda d'una mica més enllà. Mabel aconsegueix que vingui a seure amb elles i que la seva mare no s'assegui entre ells dos. Mentre ella llegeix (pensant que ho fa per a tots tres) els dos enamorats es fan petons i poc després la deixen sola en el banc. En un altre lloc del parc, un policia es troba una persona dormint en un banc i el fa fora de males maneres per acabar posant-se a dormir-hi ell. L'home veu aleshores la mare de Mabel que està llegint. De fet és un lladre i s'adona que ella porta un rellotge penjat de coll amb una cinta. S'asseu en el banc i mentre la distreu i treu el rellotge amb l'ajut d'unes petites tisores. Quan la mare s'adona que l'han robada crida demanant ajuda, cosa que desvetlla el policia. Aquest li diu que cadascú busqui per un costat del parc i quan la dona s'allunya, ell torna a dormir al banc.
Mentrestant Fatty i Mabel festegen pel parc, juguen a amagar-se i ell acaba espantant una abella que s'ha posat sobre el nas de Mabel. No lluny d'allà el lladre es guarda el rellotge a la butxaca però té un forat i quan marxa li acaba caient pel camal dels pantalons. El lladre es troba amb Mabel i intenta passar-se de la ratlla amb ella. El lladre acaba rebent una pallissa, primer de Mabel i després de Fatty. Ell continuen passejant i mentre Mabel juga amb l'aigua del llac, Fatty troba a terra el rellotge i decideix regalar-lo a Mabel com si li hagués comprat per mostrar-li el seu amor. Ella no reconeix el rellotge de la seva mare i accepta encantada. Fatty li penja del vestit i la deixa un moment per anar-li a comprar uns caramels. En aquell moment, el lladre que s'ha adonat que ha perdut el rellotge retorna al lloc i veu Mabel amb el rellotge i el vol recuperar. Es produeix una baralla entre ells dos a la que s'afegeix Fatty i després la mare. Quan la mare reconeix el lladre criden a la policia i tot i que aquest al principi s'escapa acaba essent capturat. Mabel, Fatty i la mare passegen contents de nou pel parc.

## Repartiment
- Mabel Normand (Mabel)
- Roscoe Arbuckle (Fatty)
- Alice Davenport (mare de Mabel)
- Joe Bordeaux (lladre)
- Edgar Kennedy (policia)
- Glen Cavender (caminant del parc)
- Ted Edwards (home estirat al banc)
- Billy Gilbert (cap de policia)